# ゲルマン行列
ゲルマン行列（ゲルマンぎょうれつ, 英: Gell-Mann matrices）とは、3次特殊ユニタリ群SU(3) の無限小変換の生成子をなす8つの複素行列の組。SU(3) に付随するリー代数の標準的な基底として、用いられる。ゲルマン行列はハドロンの分類において、SU(3)対称性に基づく八道説を提唱した米国の物理学者マレー・ゲルマンによって、導入された。

## 定義と基本的な性質
次式で定義される8個の3×3複素行列の組をゲルマン行列という。
{\displaystyle \lambda _{1}={\begin{bmatrix}0&1&0\\1&0&0\\0&0&0\\\end{bmatrix}}\quad \lambda _{2}={\begin{bmatrix}0&-i&0\\i&0&0\\0&0&0\\\end{bmatrix}}}
{\displaystyle \lambda _{3}={\begin{bmatrix}1&0&0\\0&-1&0\\0&0&0\\\end{bmatrix}}\quad \lambda _{4}={\begin{bmatrix}0&0&1\\0&0&0\\1&0&0\\\end{bmatrix}}}
{\displaystyle \lambda _{5}={\begin{bmatrix}0&0&-i\\0&0&0\\i&0&0\\\end{bmatrix}}\quad \lambda _{6}={\begin{bmatrix}0&0&0\\0&0&1\\0&1&0\\\end{bmatrix}}}
{\displaystyle \lambda _{7}={\begin{bmatrix}0&0&0\\0&0&-i\\0&i&0\\\end{bmatrix}}\quad \lambda _{8}={\frac {1}{\sqrt {3}}}{\begin{bmatrix}1&0&0\\0&1&0\\0&0&-2\\\end{bmatrix}}}
ここで、λ1, λ2, λ3 は部分空間に作用するパウリ行列 σ1, σ2, σ3 を
{\displaystyle \lambda _{a}={\begin{bmatrix}\sigma _{a}&0\\0&0\end{bmatrix}}\quad (a=1,2,3)}
の形で含んでおり、ゲルマン行列はパウリ行列の一般化となっている。
ゲルマン行列 λa (a=1,…,8) はエルミート行列かつトレースはゼロとなる。
{\displaystyle \lambda _{a}^{\,\dagger }=\lambda _{a}}
{\displaystyle \operatorname {Tr} (\lambda _{a})=0}
また、二つのゲルマン行列の積のトレースは正規化されており、次の関係式を満たす。
{\displaystyle \operatorname {Tr} (\lambda _{a}\lambda _{b})=2\delta _{ab}}
但し、δabはクロネッカーのデルタである。

## 交換関係・反交換関係
ゲルマン行列の交換関係 [λa, λb]=λa λb-λb λa は次のようなゲルマン行列の線形結合で表される。
{\displaystyle [\lambda _{a},\lambda _{b}]=2i\sum _{c=1}^{8}f_{abc}\lambda _{c}}
ここで、fabc は添え字 a, b, c について、完全反対称な実係数である。fabc のうち、ゼロでないものは、a < b < c を満たすもので代表させて表すと、次のようになる。
{\displaystyle f_{123}=1}
{\displaystyle f_{147}=f_{246}=f_{257}=f_{345}={\frac {1}{2}}}
{\displaystyle f_{156}=f_{367}=-{\frac {1}{2}}}
{\displaystyle f_{458}=f_{678}={\frac {\sqrt {3}}{2}}}
一方、反交換関係 {λa, λb}=λa λb+λb λa は次の形をとる。
{\displaystyle \{\lambda _{a},\lambda _{b}\}={\frac {4}{3}}\delta _{ab}+2\sum _{i=1}^{8}d_{abc}\lambda _{c}}
ここで、dabc は添え字a, b, c について、完全対称な実係数である。dabc のうち、ゼロでないものをa < b < c を満たすもので代表させて表すと、
{\displaystyle d_{118}=d_{228}=d_{338}={\frac {1}{\sqrt {3}}}}
{\displaystyle d_{888}=-{\frac {1}{\sqrt {3}}}}
{\displaystyle d_{146}=d_{157}=d_{256}=d_{344}=d_{355}={\frac {1}{2}}}
{\displaystyle d_{247}=d_{366}=d_{377}=-{\frac {1}{2}}}
{\displaystyle d_{448}=d_{558}=d_{668}=d_{778}=-{\frac {1}{2{\sqrt {3}}}}}

## SU(3)の生成子
3次特殊ユニタリ群SU(3) は行列式が１となる3×3ユニタリ行列から構成される。SU(3) は線形リー群であり、8個のゲルマン行列はその一次独立な生成子である。但し、物理学の慣習により、生成子はエルミート行列になるようにとるため、ゲルマン行列はそれ自身リー代数 𝔰𝔲(3) の元ではなく、ゲルマン行列に i=√-1 を乗じたものが 𝔰𝔲(3) の元となる。通常、SU(3)の生成子としては、λa の代わりに1/2 を乗じた Ta が用いられる。
{\displaystyle T_{a}={\frac {\lambda _{a}}{2}}}
コンパクトで連結なリー群SU(3)の任意の元はリー環の指数写像によって
{\displaystyle e^{i\sum _{a=1}^{8}\theta _{a}T_{a}}\quad (\theta _{a}\in \mathbb {R} ,\,a=1,\cdots ,8)}
の形で与えられる。
ゲルマン行列 λa、 または Ta の線形結合で張られる線形空間は交換子積
{\displaystyle [T_{a},T_{b}]=T_{a}T_{b}-T_{b}T_{a}}
により、リー代数となり、その構造は
{\displaystyle [T_{a},T_{b}]=i\sum _{i=1}^{8}f_{abc}T_{c}}
で定まる構造定数 fabc で規定される。このリー代数はコンパクト・リー代数であるため、fabc は添え字a, b, c について、完全反対称である。
{T1,T2,T3}の組は、
{\displaystyle [T_{1},T_{2}]=iT_{3},\quad [T_{2},T_{3}]=iT_{1},\quad [T_{3},T_{1}]=iT_{2}}
と交換子積について閉じており、SU(2)に対応する部分リー代数をなす。これ以外にもいくつかの組はSU(2)に対応する部分リー代数をなす。
このリー代数の全ての元と可換になるカシミヤ演算子は
{\displaystyle C_{1}=\sum _{a}T_{a}^{\,2}}
{\displaystyle C_{2}=\sum _{a}d_{abc}T_{a}T_{b}T_{c}}
で与えられる。